# Giriyapura, Davanagere
Giriyapura là một làng thuộc tehsil Davanagere, huyện Davanagere, bang Karnataka, Ấn Độ.